# De bouc vanden ambachten
De bouc vanden ambachten is een Middelnederlands handschrift. Het wordt meestal rond 1371 gedateerd. De tekst is ook in het Middelfrans, want het geschrift is in Brugge geschreven, vermoedelijk door een geestelijke of een schoolmeester, met het doel, de Vlaamse lezer de Franse taal, dan wel de Franse lezer het in Brugge gebruikt Westvlaams te leren. Het enige bewaard gebleven handschrift bevindt zich in de Bibliothèque Nationale te Parijs.
De Franse titel luidt: Le livre des mestiers. Het is een conversatietaalboekje. Er worden, in beide talen,  begroetingen, topografische gegevens van Brugge en omgeving en ook telwoorden in opgesomd. In alfabetische volgorde komen allerlei ambachten en daarbij behorende termen, uitdrukkingen en gespreksituaties aan de orde, o.a. hoe men de in die tijd uiterst belangrijke handelswaar lakense stof koopt en beoordeelt. Het boekje is zeer levendig geschreven en zelfs scheldwoorden ontbreken niet. Het geschrift geeft een levendig beeld van het bedrijvige leven in de grote stad, die Brugge toen was en is daarom cultuurhistorisch van belang.
In 1931 werd De bouc vanden ambachten samen met drie soortgelijke West-Europese teksten in Brugge uitgegeven door J. Gessler onder de titel Het Brugsche "Livre des mestiers" en zijn navolgingen.